# Voice Crack
Voice Crack était un groupe d'improvisation libre électronique Suisse.
Fondé fin 1972 par Andy Guhl et Norbert Möslang, Voice Crack était à l'origine un duo de free jazz. Ils commencèrent à incorporer des samples enregistrés sur bande magnétique et des effets sonores en concerts, pour éliminer finalement toute instrumentation normale en faveur de ce qu'ils nommaient du cracked everyday electronics : des objets de la vie quotidiennes tels que des radios, des phonographes, des dictaphones entre autres, détournés pour produire de "nouveaux sons utilisant les ondes magnétiques et radio dans un système complexe contrôlé par des mouvements des mains et par de la lumière". Le duo suisse crée alors sa musique en ne manipulant plus que des objets électroniques (technique de Circuit bending).
Le résultat, mêlant des enchevêtrements de vibrations, d'oscillations, de "clics" divers, et de drones, a été décrit comme un "Cascading magnetic waves arc across the sky as three-headed critters race and rummage through alien flora ... or at least that's what it sounds like" et a été comparé avantageusement à certains travaux de John Cage
Voice Crack a collaboré avec Borbetomagus, Butch Morris (dans le cadre d'un ensemble plus étendu), Jim O'Rourke, Otomo Yoshihide, Jérôme Noetinger, Lionel Marchetti ou Oren Ambarchi et était partie intégrante du groupe Poire_z aux côtés de eRikm et Günter Müller. Poire_Z s'est séparé après la fin de Voice Crack en 2004.

## Sources/Références
1. ↑  « About poire_z », sur For 4 Ears records (consulté le 4 juin 2015)
2. ↑  (en) « Norbert Möslang: Cracked Everyday », sur Paris Transatlantic (consulté le 20 février 2015).
3. ↑  http://www.erstwhilerecords.com/catalog/reviews/011_review.asp « Copie archivée » (version du 23 avril 2004 sur Internet Archive)
4. ↑  allmusic ((( Below Beyond Above > Overview )))

- (en) Cet article est partiellement ou en totalité issu de l’article de Wikipédia en anglais intitulé « Voice Crack » (voir la liste des auteurs).